# Navire à batterie centrale

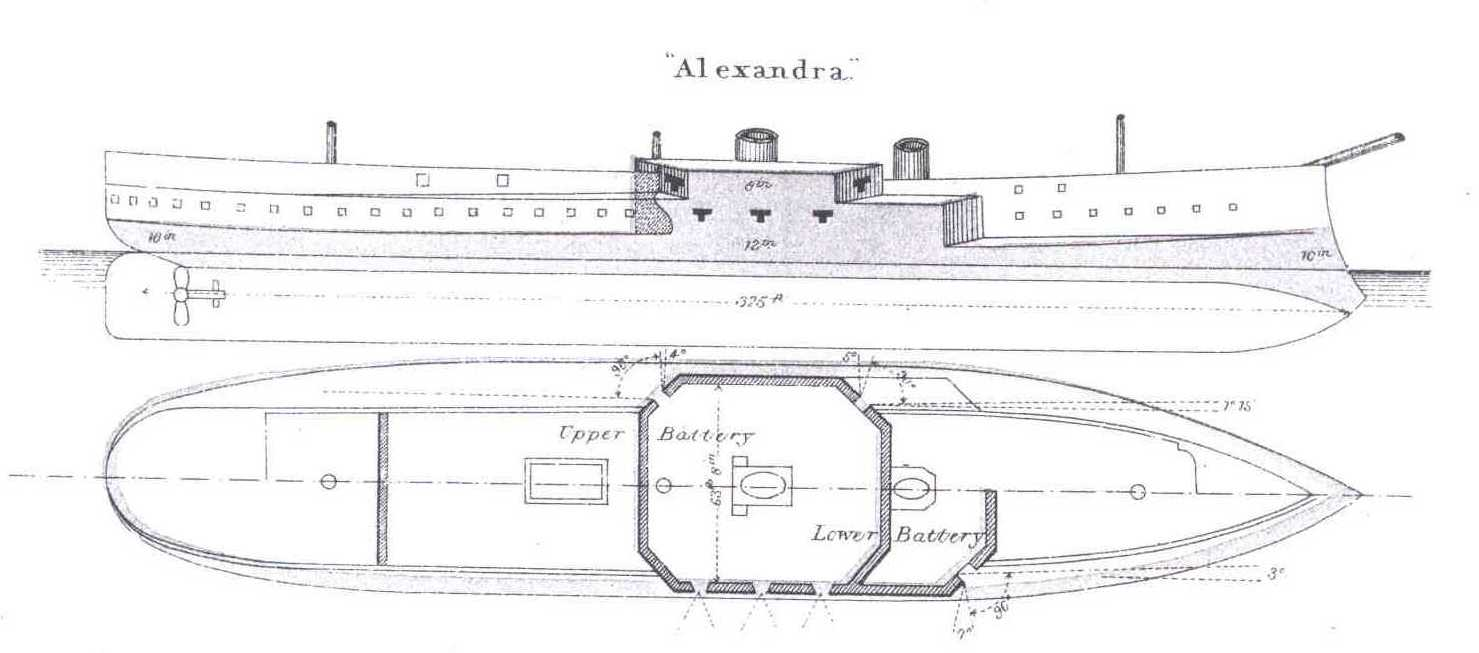
Batterie centrale : HMS Alexandra

Le navire à batterie centrale, (également connu sous le nom de Central battery ship au Royaume-Uni), était un développement du navire cuirassé à franc-bord élevé des années 1860, qui a reçu un coup de pouce substantiel en raison de l'expérience acquise du Combat naval de Hampton Roads, la première bataille entre navires cuirassés menée en 1862 pendant la guerre de Sécession. L'un des participants était le cuirassé de la Confederate States Navy à toute épreuve CSS Virginia, essentiellement un navire à batterie centrale lui-même, quoique à faible franc-bord.

## Description

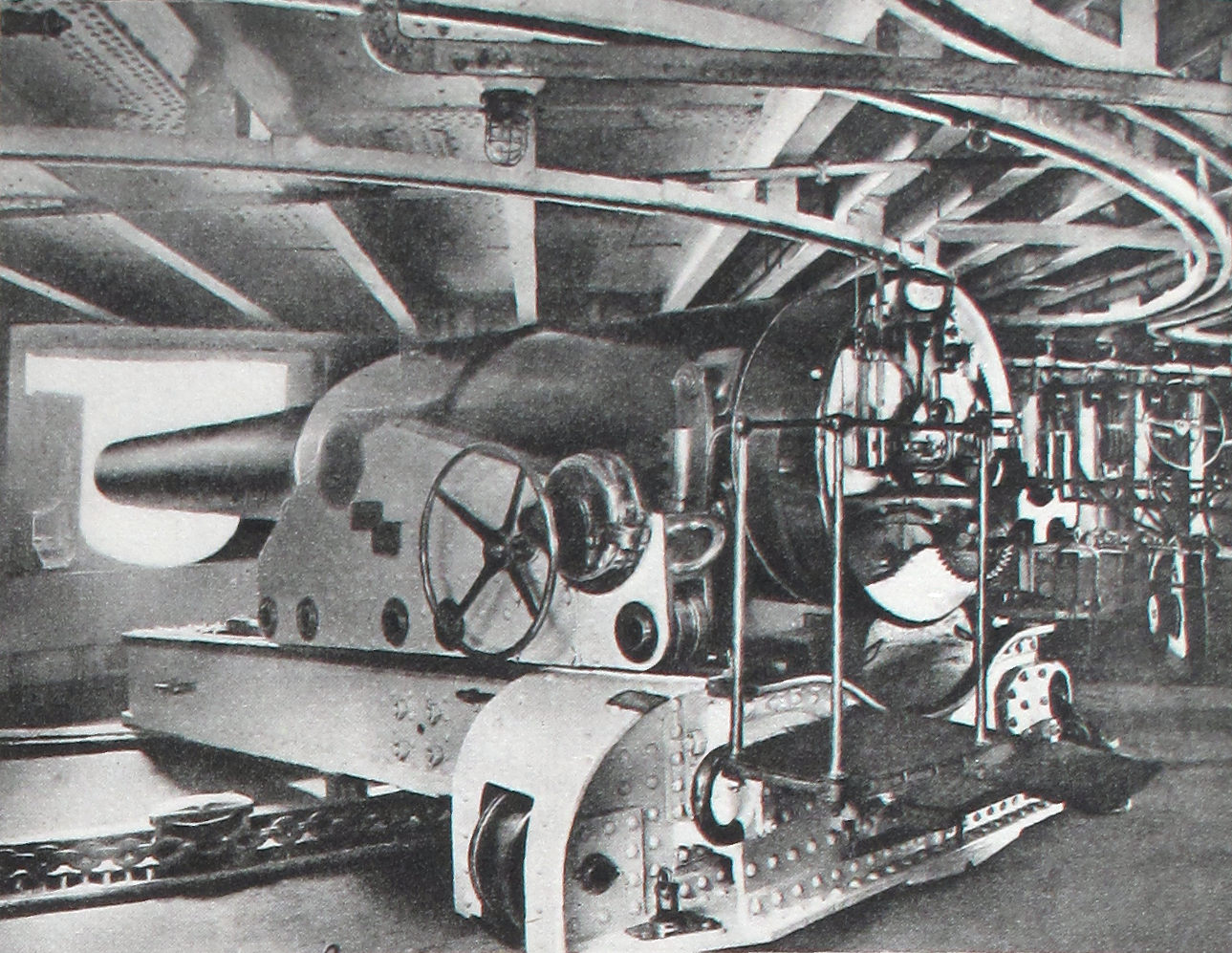
Pièce de 240mm encasemate

Les navires à batterie centrale avaient leurs canons principaux concentrés au milieu du navire dans une casemate blindée. La concentration de l'armement au milieu du navire signifiait que le navire pouvait être plus court et plus maniable qu'un type bordé comme les navires de guerre précédents. De cette manière, la conception pourrait maximiser l'épaisseur du blindage dans une zone limitée tout en portant une bordée importante. Ces navires signifiaient la fin des frégates blindées avec leurs ponts à canons en pleine longueur.
Au Royaume-Uni, l'homme derrière la conception était le nouveau constructeur en chef de la Royal Navy, Edward James Reed. Les précédents modèles de cuirassés de la Royal Navy, représentés par le HMS Warrior (1860), s'étaient avérés en état de navigabilité, rapides à la puissance et à la voile, mais leur blindage pouvait être facilement pénétré par des canons plus modernes.
L'inconvénient de la batterie centrale était que, bien que plus flexible que la bordée, chaque canon avait toujours un champ de tir relativement restreint et peu de canons pouvaient tirer directement devant. Les navires à batterie centrale ont rapidement été remplacés par des navires de guerre à tourelles.

## Royaume-Uni

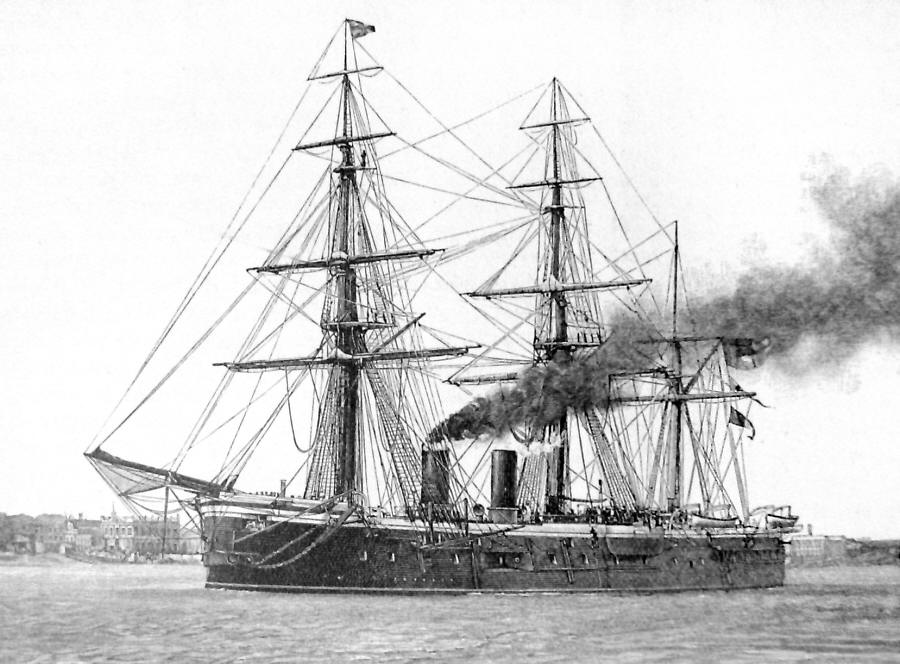
HMS Sultan

Le premier navire britannique à batterie centrale était le HMS Bellerophon (1865). La Grande-Bretagne a construit un total de 18 navires à batterie centrale avant que les tourelles ne deviennent courantes sur les navires à franc-bord élevé dans les années 1880.
Le deuxième navire britannique à batterie centrale, le HMS Hercules (1868), a servi de modèle à la marine austro-hongroise.
Il y eut aussi les HMS Royal Alfred, Research, Enterprise, Favorite, Zealous, Repulse, Pallas, Penelope, Audacious, Swiftsure, Sultan, Alexandra, Superb et Belleisle.

## Autriche-Hongrie

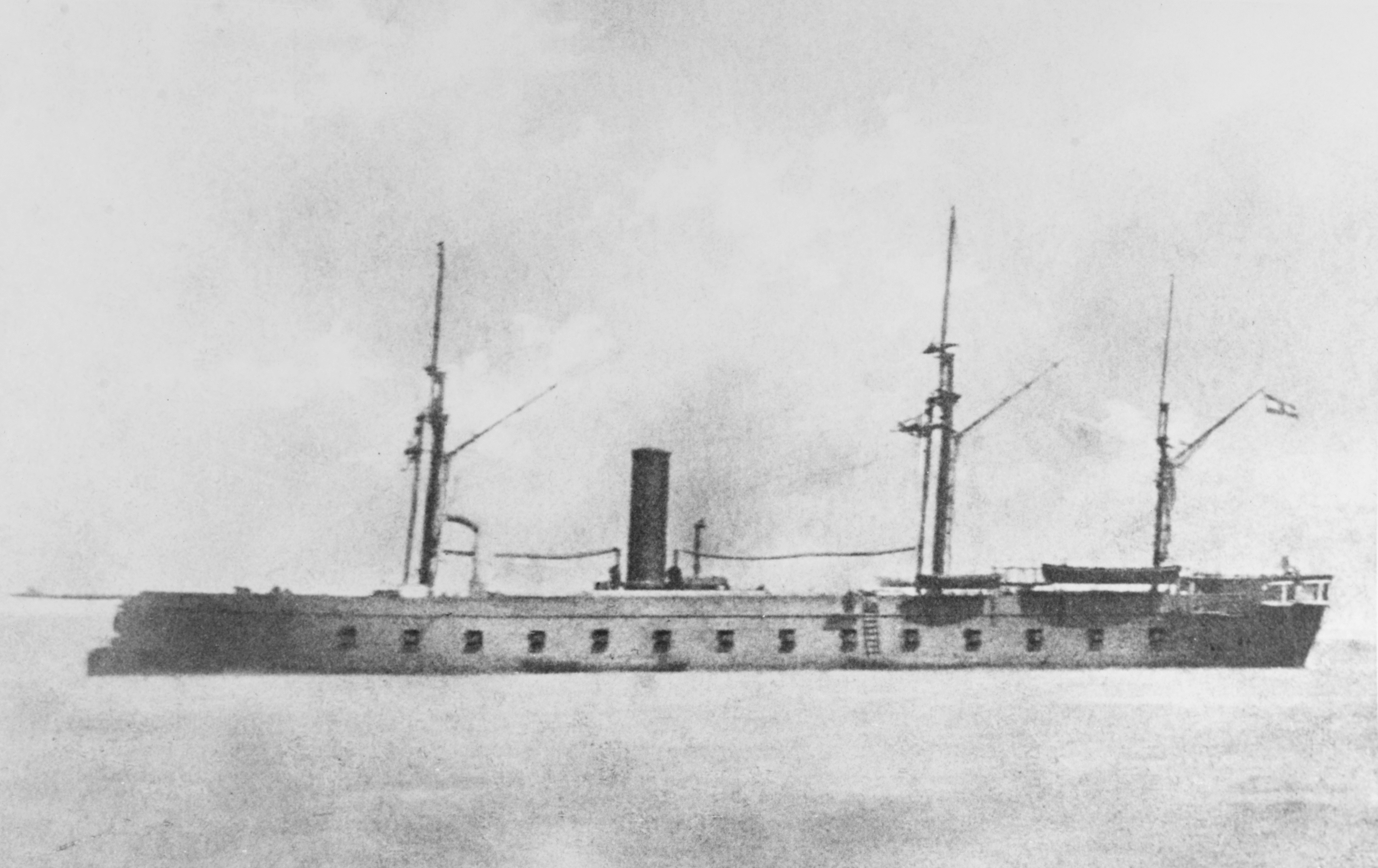
SMS Kaiser Max

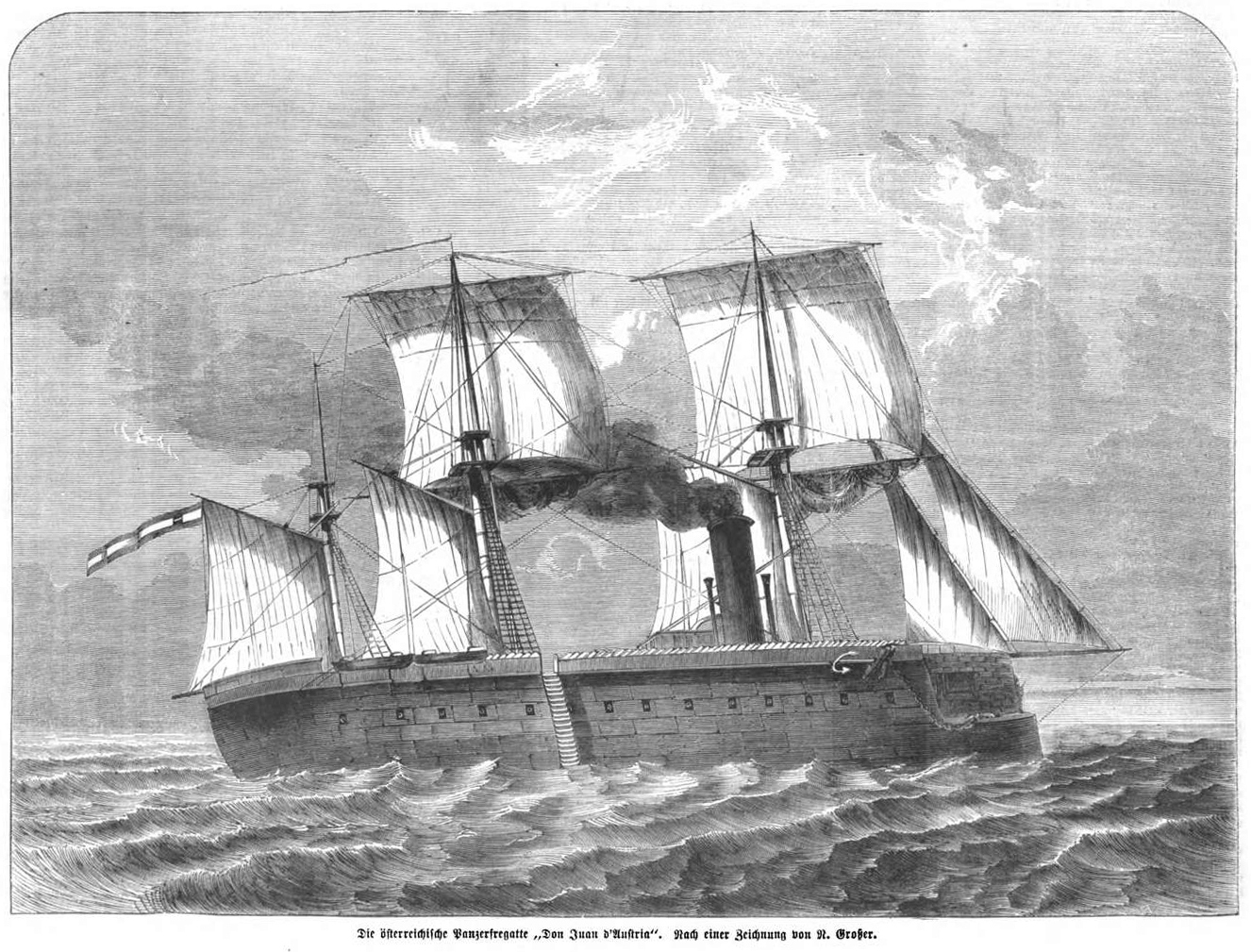
Panzerfregatte Dom Juen d'Austria

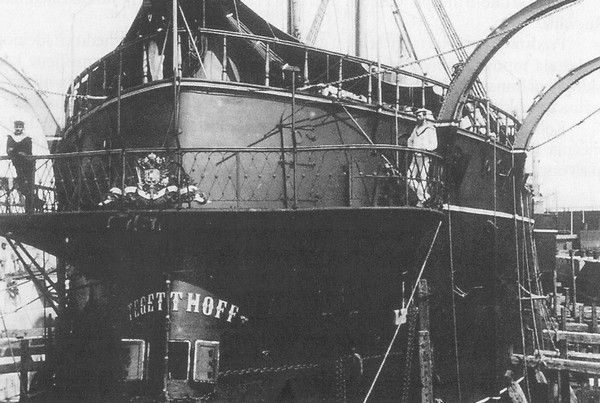
SMS Tegetthoff

Leur premier modèle, le SMS Lissa (6.100 tonnes) a été conçu par Josef von Romako et lancé en 1871. Le SMS Kaiser — à ne pas confondre avec l'allemand SMS Kaiser - a été construit selon une conception similaire, bien que la coque ait été convertie à partir d'un navire en bois, et il était légèrement plus petit (5.800 tonnes). La conception de la batterie centrale autrichienne a été poussée plus loin avec Custoza (7.100 tonnes) et Erzherzog Elbrecht (5.900 tonnes), qui avaient des casemates à deux étages; après avoir étudié la Bataille navale de Lissa, Romako les a conçus pour que plus d'armes puissent tirer vers l'avant.
Trois cuirassés plus anciens de la classe Kaiser Max (3.600 tonnes: SMS Kaiser Max, SMS Don Juan d'Austria et SMS Prinz Eugen ) ont également été officiellement convertis en conception de casemate, bien qu'ils aient été pour la plupart construits à partir de rien devenant la noucelle Classe Ersatz Kaiser Max :SMS Kaiser Max (1875), SMS Don Juan d'Austria (1875) et SMS Prinz Eugen (1877).
Le plus grand modèle à ce jour était le SMS Tegetthoff , renommé plus tard SMS Mars lorsque le nouveau cuirassé dreadnought Tegetthoff a été mis en service,. Les archives autrichiennes font la distinction entre la catégorie des cuirassés plus anciens et les nouveaux modèles utilisant les mots Panzerfregatten (frégates blindées) et respectivement Casemattschiffe (navires casemates).

## Russie

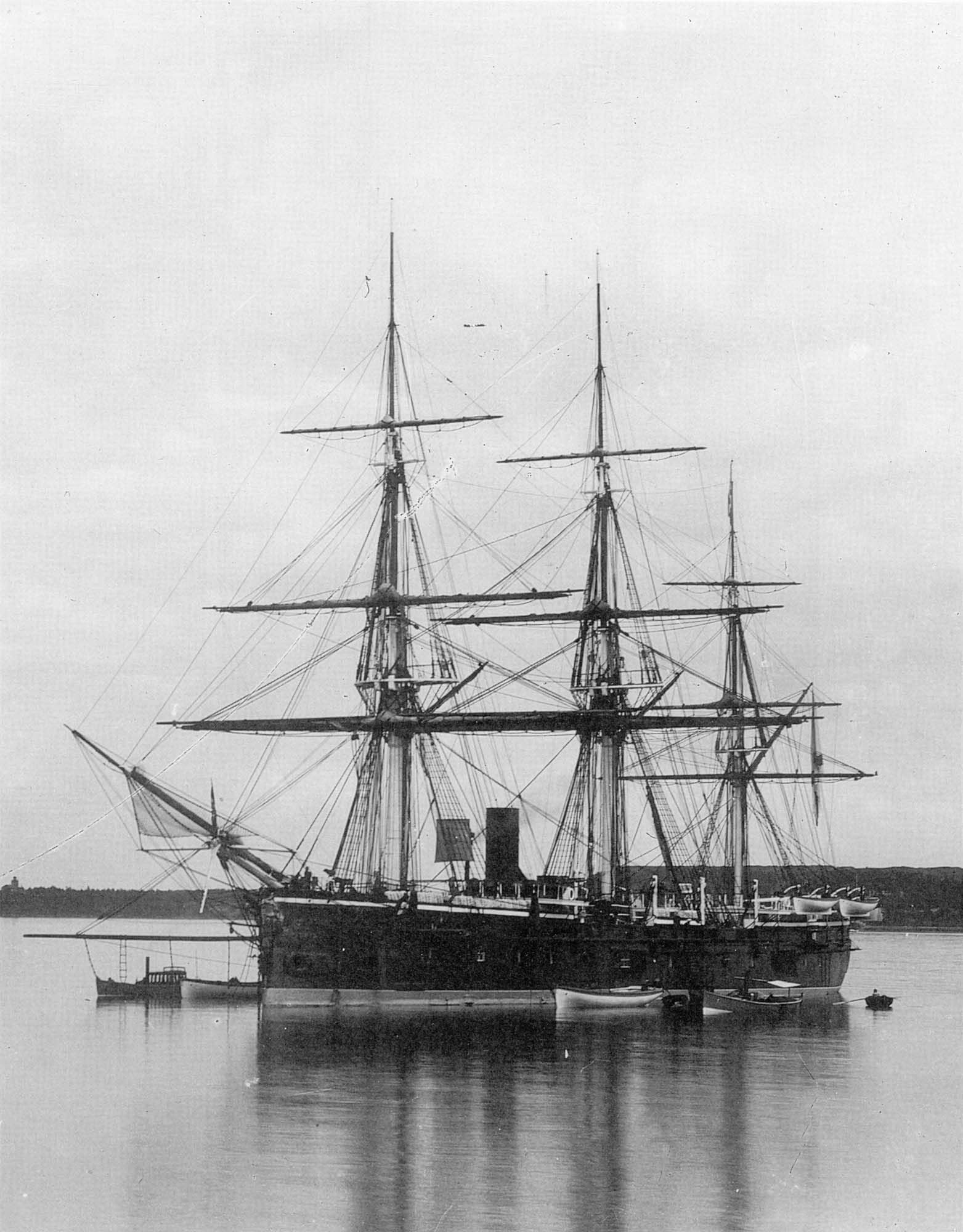
File:Knyaz'Pozharskiy

La marine impériale russe avait construit un cuirassé à batterie centrale, Kniaz Pozharsky (en russe : Князь Пожарский), en 1864. Il transportait huit canons à chargement par la culasse Obukhov de 9 pouces (229 mm) , et fut le premier navire blindé russe à s'aventurer vers le Pacifique.

## Allemagne
La Kaiserliche Marine disposait de deux grands navires casemates (environ 8.800 tonnes) de la classe Kaiser construits dans des chantiers navals britanniques Samuda Brothers : SMS Deutschland et SMS Kaiser.

## Grèce
Le premier cuirassé de la marine grecque de 1.700 tonnes, Vasilefs Georgios (1867), a également été construit au Royaume-Uni ; il s'agissait d'une conception de casemate minimaliste n'ayant que deux gros canons de 9 pouces et deux petits canons de 20 livres.

## Italie
La Regia Marina ont fait construire trois navires de casemate, le Venezia, converti de bordée pendant la construction, et les deux cuirassés de classe Principe Amedeo : Principe Amedeo et Palestro.

## Chili
La Marine chilienne en a également acheté deux au Royaume-Uni : Blanco Encalada et Almirante Cochrane.

## Galerie

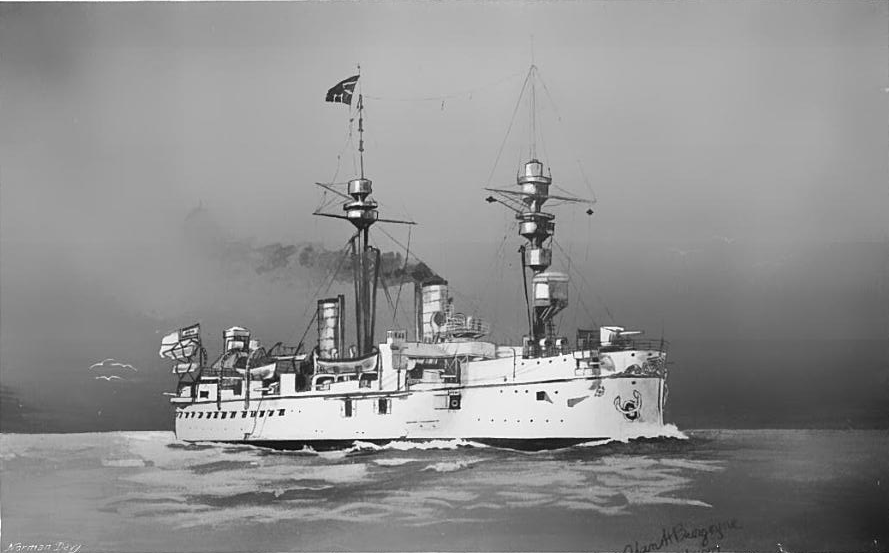
SMS Deuschland
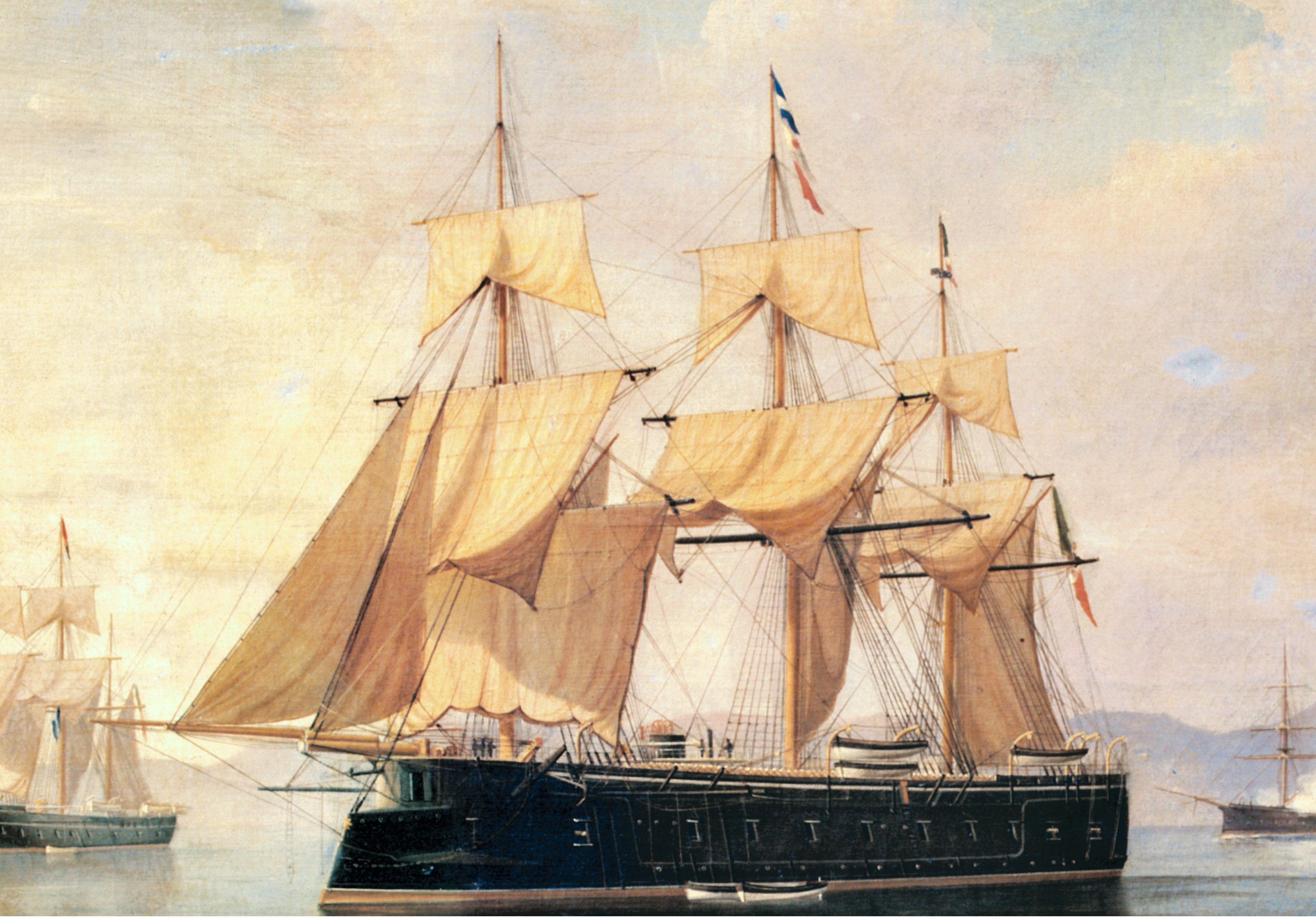
Palestro (peinture)
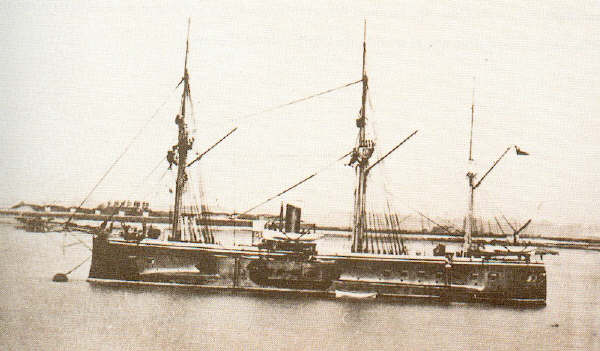
Blanco Encalada